# 퍼스 5개 조항
퍼스 5개 조항(영어: Five Articles of Perth)은 스코틀랜드의 제임스 6세의 명령에 의해 비준된 법령으로 스코틀랜드 교회가 영국 국교회와 합치기 위해서 행해야 할 5가지 규칙을 말한다.
이 5가지 조항은 성찬시 무릎 꿇기, 개인 성찬의 수행, 비공식 세례 거행가능, 견진성사, 축일(부활절, 성탄절) 준수이다.  이 조항은 앤드류 멜빌이 작성한 스코틀랜드 제2치리서를 거부하는 내용도 포함하였다.  이 일로 인하여 스코틀랜드의 장로교회파를 압박하며, 분리주의자들은 네덜란드와 신대륙으로 이주하는 결과를 낳았다.

## 같이 보기
- 주교 전쟁